# Розмір чоловічого статевого члена

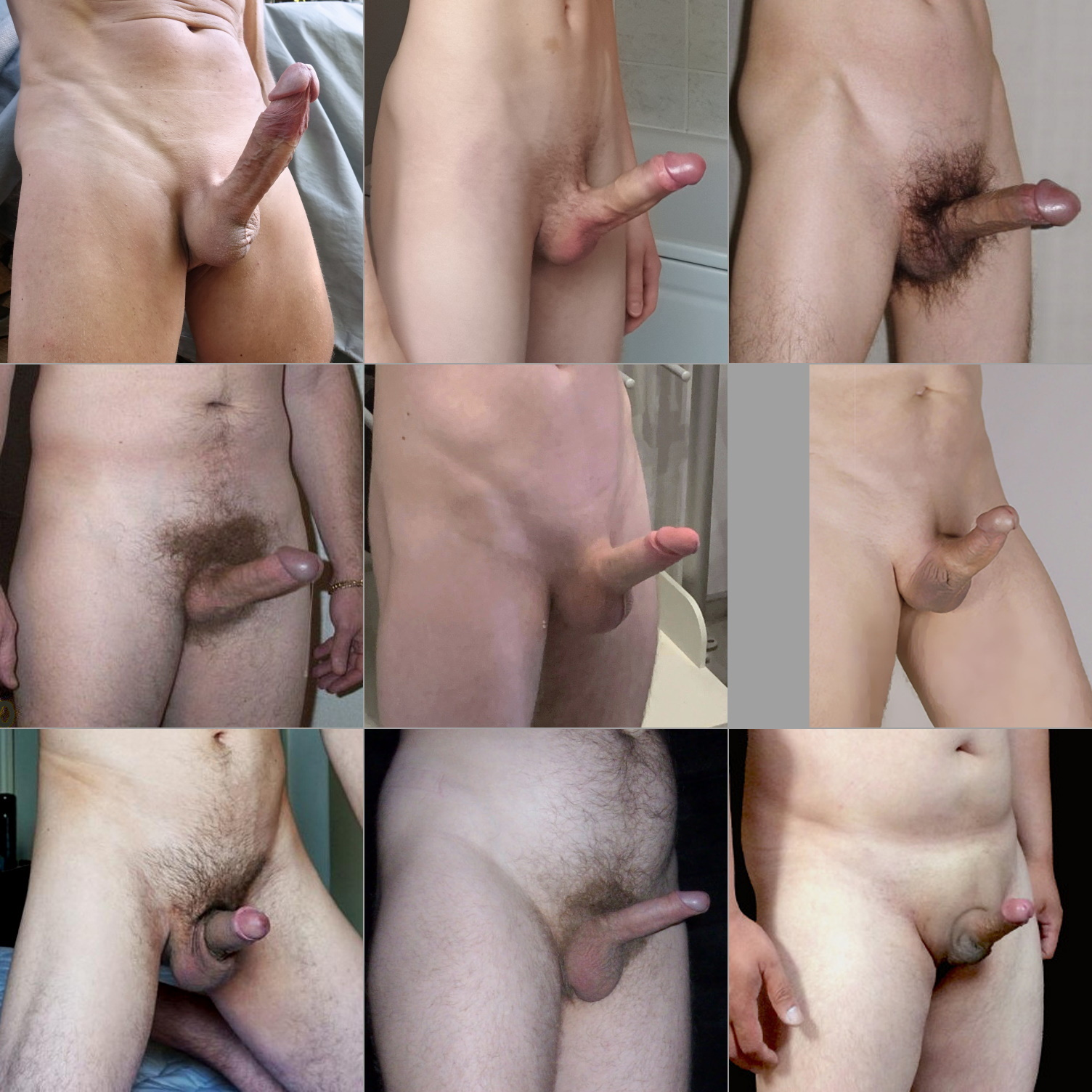
Пеніси чоловіків в стані ерекції

Розмір статевого члена чоловіка — характеристика пеніса за довжиною і обхватом.
Правильним визнається вимірювання довжини пеніса — в індивіда, що стоїть прямо, накладенням лінійки зверху на повністю ерегований пеніс, обхвату — в найширшій частині пеніса[⇨]. За даними ряду досліджень, середня довжина статевого члена близько 12-15 см[⇨]. Документально підтвердженим найбільшим членом вважається пеніс завдовжки 33,5 см і 15 см в обхваті, описаний на початку ΧΧ століття[⇨].
В порівнянні з іншими приматами, включаючи великих як-от горили, чоловічі статеві органи помітно більші, а пеніс довший і товстіший, як в абсолютних величинах, так і у відносній проти тіла.

## Вимірювання

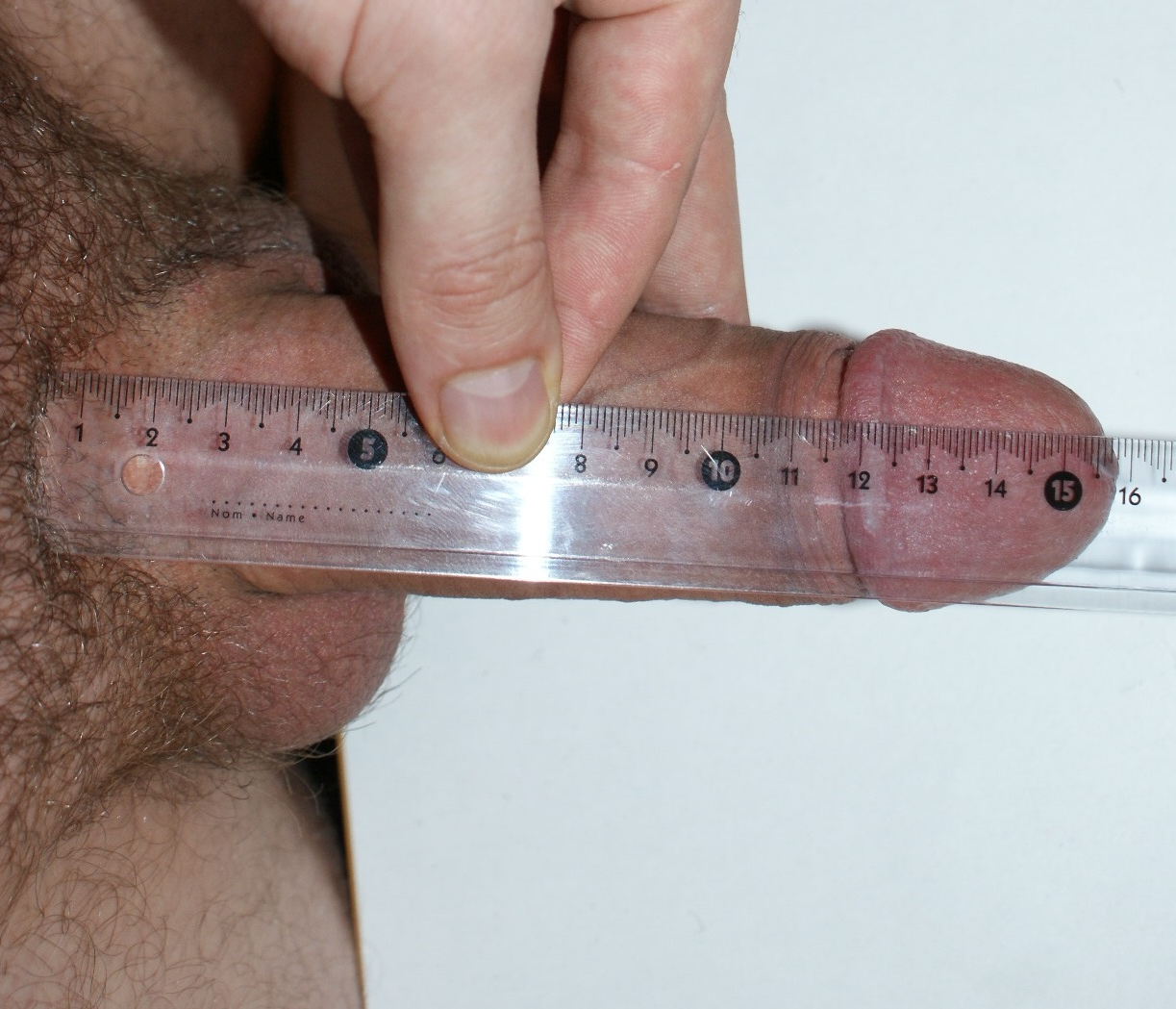
Вимірювання довжини пеніса

Щоб провести точне вимірювання, пеніс має бути в стані повної ерекції. Можливо, що в умовах медичного закладу цього важко досягти. Принаймні, один бразильський лікар для виклику повної ерекції вдавався до введення в пеніси медикаментів, що давало більш постійні результати.
Деякі клініцисти вимірювали пеніс шляхом розтягування його в незбудженому стані, наскільки це було можливо. Розміри, отримані чоловіками при самостійному вимірюванні своїх пенісів, ненадійні, тому що вони часто хочуть повідомити про великий розмір.

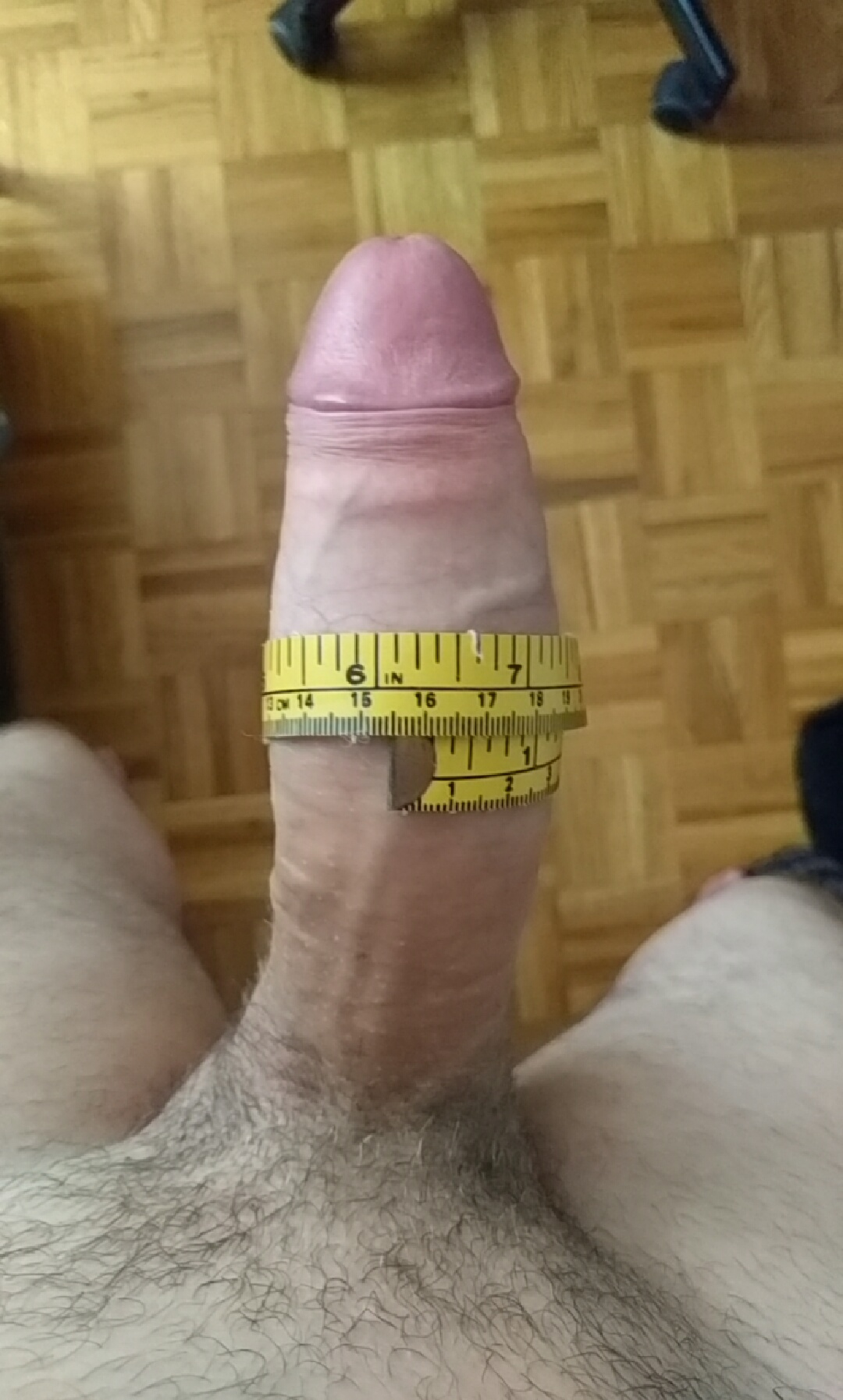
Вимірювання окружності пеніса

Для проведення найточніших вимірювань розміру пеніса рекомендують виконати кілька вимірів в різні дні і в різний час, переважно при різній ерекції. Після цього отримані результати усереднюють. Такий підхід враховує те, що може бути природним коливанням у розмірі, обумовленим рівнем сексуального збудження, часом дня, температурою в приміщенні, частотою статевої активності і ненадійністю способів вимірювання.
Довжину можна виміряти, коли пеніс знаходиться паралельно підлозі. Пеніс вимірюють по верхній поверхні від лобкової кістки до його кінця. Результати визнають неточними, якщо вимірювання проводилися вздовж нижньої поверхні пеніса, а також, якщо чоловік сидів чи був нахилений. Вимірювання проведене від шкіри лобка дає лише візуальну довжину члена і не є точним, бо жир дуже еластичний.
Пеніс в обхваті — це вимір окружності пеніса в найширшій його частині, в стані повної ерекції. Голівка пеніса у вимірюванні не бере участь.

## Результати досліджень
У 2015 році була опублікована одна з найдокладніших медичних статей на цю тематику, яка систематизувала попередні дослідження — за її результатами середні розміри пеніса в спокійному, витягнутому не ерегованому і ерегованому станах: 9.16 см, 13.24 см і 13.12 см відповідно. Методика вимірювань включених у статтю досліджень — вимірювання розмірів ерегованого пеніса шляхом вдавлювання лінійки «до кістки», для усунення впливу жирового прошарку в області паху; вимірювання розмірів члена в спокійному і витягнутому станах робилася від основи пеніса. Отримані значення в цілому збігаються з результатами попередніх досліджень з різних країн — середній розмір пеніса за даними дослідження, опублікованого в Journal of Urology в 1998 році, складає 12.9 см; дослідження, опубліковане в грудні 2000-го року в International Journal of Impotence Research провело вимірювання серед 50 чоловіків єврейської національності і встановило, що середній розмір складає 13.6 см; опубліковане в тому ж журналі дослідження індійських учених дає такі результати — розміри пеніса в спокійному, витягнутому і ерегованому стані становлять у середньому 8.21 см, 10.88 см і 13.01 см; свіже дослідження з Південної Кореї, опубліковане в 2016 році в Canadian Urological Association Journal, встановило, що середній розмір пеніса у корейських чоловіків становить 13.53 см.
У той же час існує значна кількість малодостовірних досліджень, в яких відсутня чітка інформація про методологію вимірювань, а також використовується інформація з неперевірених джерел або інформація з них спотворюється.
Хоча отримані в дослідженнях результати помітно варіюються, більшість фахівців в США сходяться на тому, що середній пеніс чоловіка приблизно дорівнює 13-15 см (5,1-5,9 дюймів) в довжину. При довірчій ймовірності 95 % це від 10,7 до 19,1 см (від 4,23 до 7,53 дюймів). Типовий обхват або окружність в стані повної ерекції приблизно рівні 12,3 см (4,85 дюймів). Середній розмір пеніса чоловіка трохи більший, ніж його медіанний розмір. Нижченаведені результати засновані на вимірах, які проводилися головним чином у США.

### Розмір пеніса новонароджених, підлітків і під час старіння

Розподіл довжин в дюймах за даними LifeStyles

Графік процентилів за даними LifeStyles про довжинах

Розподіл обхватів в дюймах за даними LifeStyles

Графік процентилей за даними LifeStyles по окружностях

Новонароджені. Середня довжина розтягнутого пеніса при народженні становить приблизно 4 см (1,6 дюйма), у 90 % новонароджених хлопчиків між 2,4 і 5,5 см (0,9 і 2,2 дюйма). Обмежений ріст пеніса відбувається у проміжок між народженням і 5-ма роками, а між 5 роками і пубертатом спостерігається невелике зростання. Середній розмір пеніса до початку статевого дозрівання дорівнює 6 см (2,4 дюйма), при досягненні дорослого розміру протягом наступних років. В 1943 році В. А. Шонфельд опублікував криву зростання статевого члена. У 1 з 80 чоловіків, ще при народженні, спостерігається кручення пеніса, відносно уретри, часто в ліву сторону (проти годинникової стрілки).
Підлітки. До початку статевого дозрівання розмір і форма пеніса змінюються незначно. Починається цей період у кожного по-різному — в деяких раніше, у деяких трохи пізніше. У наведеній нижче таблиці вказані розміри пеніса в залежності від віку і зросту:
| Вік                          | 11     | 12     | 13     | 14     | 15     | 16     | 17     | 18      |
| Зріст (см)                   | 142 ±6 | 147 ±7 | 152 ±8 | 160 ±8 | 167 ±8 | 171 ±8 | 173 ±6 | 175 ±6  |
| Розмір пеніса в стані спокою | 4 ±1   | 5 ±1   | 6 ±1   | 7 ±1   | 7 ±1   | 8 ±1,5 | 9 ±1,5 | 10 ±1,5 |

Розмір ерегованого пеніса у підлітків залежно від віку:
| Вік                 | 12 | 13 | 14 | 15   | 16   | 17   | 18   | 19   |
| Довжина пеніса (см) | 7  | 8  | 9  | 14,5 | 15,0 | 15,5 | 15,0 | 15,0 |

Ріст пеніса в середньому йде до 17 років. У 17 років він досягає максимальної довжини, яка потім трохи зменшиться. До 18 років, з потовщенням пеніса, його довжина в середньому зменшується на 0,5 см. В таблиці показані зміни товщини пеніса:
| Вік                    | 12  | 13  | 14   | 15   | 16   | 17   | 18   | 19   |
| Пеніс в охопленні (см) | 7,6 | 9,9 | 10,3 | 10,7 | 11,0 | 11,5 | 12,0 | 12,0 |

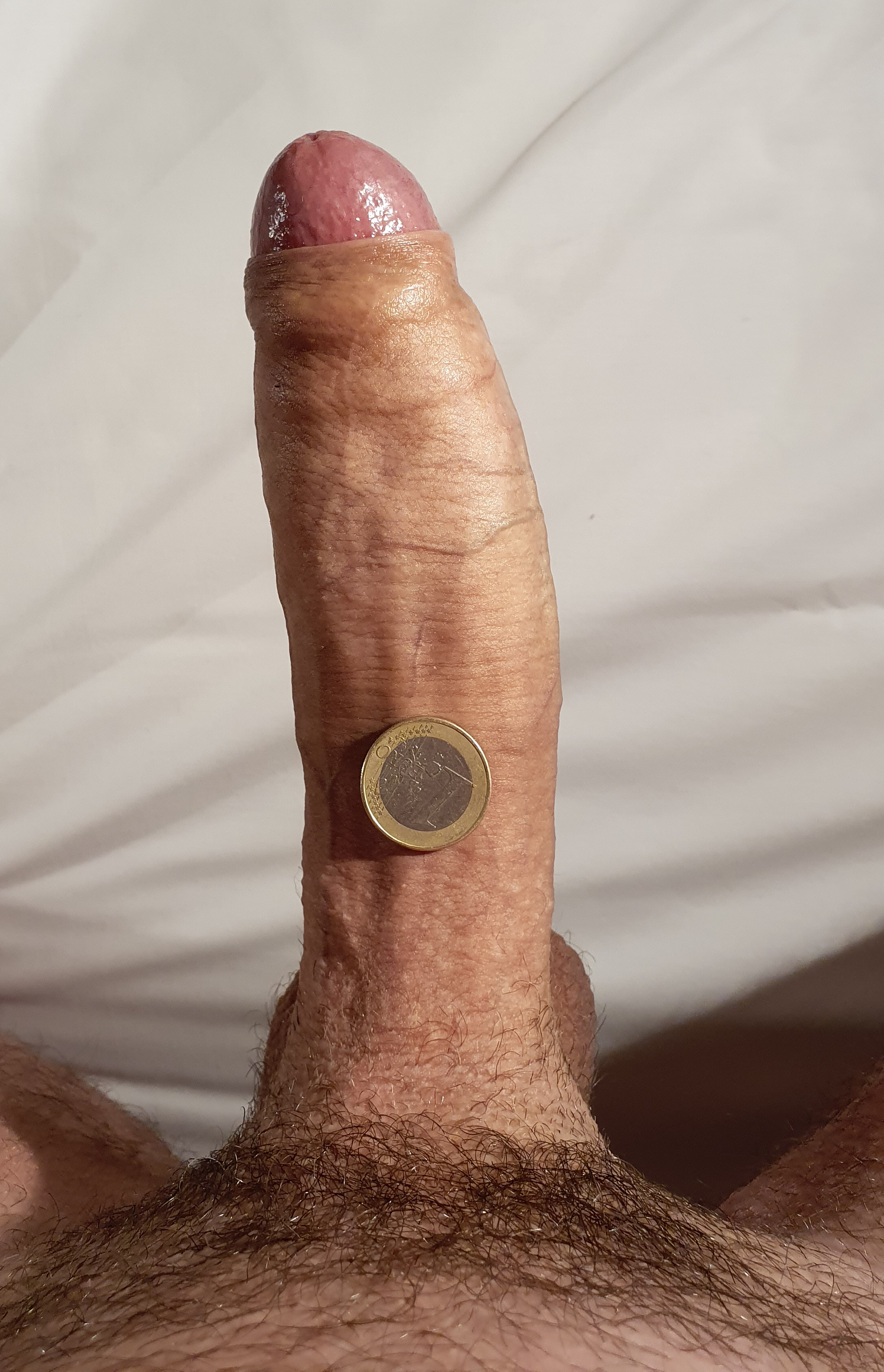
Вигин пеніса

У підлітковому періоді виникають також і вигини пеніса. Лише у небагатьох хлопчиків спостерігаються вигини до початку статевого дозрівання. У більшої частини підлітків ерегований пеніс прямий (56 %), і лише у 2,6 % він сильно вигнутий (більш ніж на 20°).
| Прямий                   | 55,5 % |
| Невеликий вигин вправо   | 29,1 % |
| Невеликий вигин вліво    | 12,8 % |
| Сильний вигин, понад 20° | 2,6 %  |

Розмір під час старіння. Існує думка, що розмір пеніса негативно корелює з віком чоловіка. «Окремі дослідження показали, що розмір статевого члена менше у більш старших чоловіків, але Вілі і Ердлі, коли зіставили результати різних досліджень (за період понад 60 років), не відзначили загальної відмінності».

### Довжина в спокійному стані
Одне дослідження встановило, що середня довжина пеніса в спокійному стані дорівнює 8,9 см (3,5 дюйма) (виміряно медичним персоналом). Довжина спокійного пеніса необов'язково відповідає довжині в стані ерекції; деякі невеликі в стані спокою пеніси можуть збільшитися набагато більше, а деякі спокійні великі не можуть значно збільшитися. Пеніс і мошонка можуть мимоволі скоротитися у відповідь на холод або нервозність, під дією м'яза, що піднімає яєчко.

### Довжина в стані ерекції
Довжина при самовимірюванні. У кількох наукових дослідженнях з'ясовували довжину пеніса в стані ерекції. Дослідження, які ґрунтувалися на самовимірюванні, включаючи дослідження за результатами опитувань в інтернеті, стійко показували більшу середню довжину, ніж та, яка отримана з використанням медичних і наукових методів.
Довжина, виміряна медичним персоналом. Наступні дослідження виконані штатними співробітниками, але засновані на різних підгрупах чоловіків (певного віку і/або раси, підгрупи осіб, які бажають збільшити розмір члена або за власним відбором), тому могли бути піддані необ'єктивним відборам вибірки.
Дослідження, опубліковане у вересневому номері 1996 року Журналу урології, прийшло до висновку, що середня довжина пеніса в стані ерекції дорівнює 12,9 см (5,08 дюйма) (при вимірюванні штатними співробітниками). Мета цього дослідження полягала в «наданні керівних вказівок по довжині пеніса і його окружності для допомоги при наданні медичних порад чоловікам, які розглядають питання про збільшення розміру пеніса». У 80 фізично нормальних американців при середньому віці 54 роки викликали ерекцію за допомогою медикаментів. Висновок: «Ні вік чоловіка, ні розмір його пеніса в спокійному стані не дозволяв точно передбачити довжину члена в стані ерекції».
Дослідження, опубліковане в грудні 2000 року Міжнародним журналом дослідження імпотенції, встановило, що середня довжина пеніса при ерекції у 50 європейських євреїв дорівнює 13,6 см (5,35 дюйма) (вимірювання штатними співробітниками). «Мета цього дослідження бачилася в ідентифікації клінічних і прикладних параметрів спокійного пеніса для передбачення його розміру з настанням ерекції». Ерекція індукована за допомогою фармакологічних засобів у 50 чоловіків, яких обстежували з приводу еректильної дисфункції (середній вік 47±14 років). З цього дослідження виключили хворих з ненормальностями пеніса і тих, у яких еректильна дисфункція могла бути викликана психологічними причинами.
У дослідженні компанії «LifeStyles Condoms», середня довжина пеніса становила 14,9 см (5,9 дюйма) зі стандартним відхиленням 2,1 см (0,8 дюйма) (під час вимірювання штатними співробітниками). Мета дослідження полягала в тому, щоб забезпечити наявність у продажу необхідних розмірів презервативів. Група з 401 студента коледжів висловила бажання піддатися вимірюванням під час весняних канікул 2001 року в місті Канкун (Мексика). У 300 з них ерекцію викликали без допомоги медикаментів. При 300 ефективних вимірах це дослідження перевищило у два рази будь-яке попереднє дослідження, яке включало вимірювання розміру пеніса медичним персоналом (але ця вибірка більш представляла студентів коледжу, що відвідали м. Канкун і бажаючих процедури вимірювання своїх пенісів, а не будь-яку групу американських чоловіків).

### Рекорди. Мікропеніс

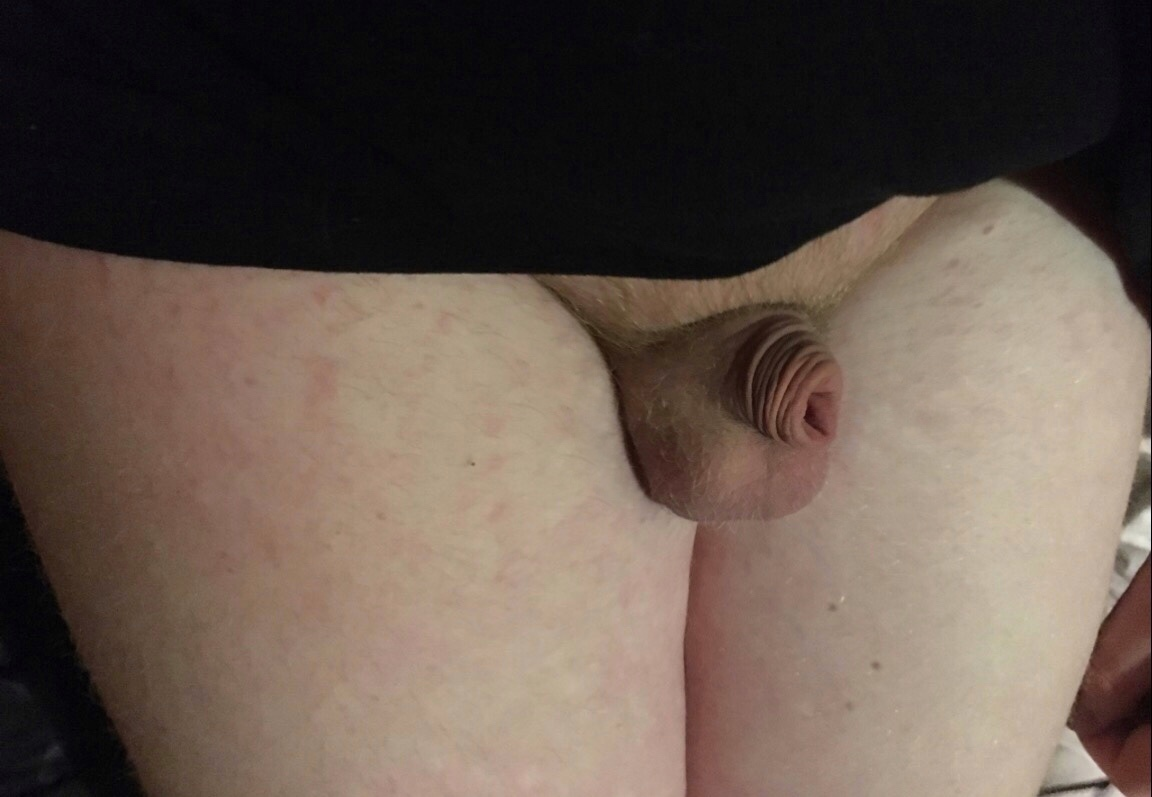
Фотографія мікропеніса

Документально підтвердженим найбільшим членом вважається пеніс завдовжки 33,5 см і 15 см в обхваті, описаний на початку ΧΧ століття доктором Робертом Л. Дікінсоном. На сьогодні власником найбільшого члена вважають Рафаеля Апресова із США, розмір пеніса якого склав 34,5 см.
Дорослий пеніс в ерегованому стані з довжиною менше 7 см, але який сформувався нормально, лікарі діагностують як «мікропеніс». Деякі причини полягають у нестачі гормону росту гіпофіза та/або гонадотропних гормонів, помірних ступенях нечутливості до андрогенів, різних генетичних синдромів та варіації у певних гомеобоксах генів. У ранньому дитинстві деякі типи мікропеніса можна вирішити за допомогою лікування гормоном росту або тестостероном.
Новина від 6 грудня 2004 р. у науковому часописі «New Scientist» пише: «нова хірургічна методика дозволила чоловікам з надкороткими статевими членами насолодитися повним сексуальним життям і мочитися стоячи — деяким уперше в їхньому житті. Крихітні «мікрочлени» було збільшено до нормального розміру без втрати ерогенного відчуття, кажуть лікарі із Сполученого Королівства».

### Кореляція з розміром стопи
Поширена особиста заклопотаність розміром пеніса призвела до низки народних виразів і віддзеркалень в масовій культурі. Це, зокрема, думки, що розмір пеніса будь-якого чоловіка можливо передбачити за розміром інших частин його тіла, як-от кисті рук, стопи, носа чи зросту. Цей зв‘язок досліджували у відносно невеликих групах; два дослідження припустили існування зв'язку між розміром пеніса і розміром стопи. Перше ґрунтувалося на індивідах, що самі вимірювали розмір свого пеніса, через що результати можуть бути неточними. Друге дослідження знайшло статистично значущу, хоча і «слабку» кореляцію між розміром розтягнутого прутня, розміром стопи і зростом.
Є можливе пояснення цим спостереженням, яке полягає в тому, що розвиток пеніса в ембріона контролюють гени Hox (зокрема HOXA13 і HOXD13), ті же, що контролюють розвиток кінцівок. Мутації цих генів, призводять до порушення розвитку статевих органів (синдром кисть — ступня — геніталії). Утім останні дослідження не знайшли зв'язку між розміром ступні та розтягнутого пеніса. Беручи до уваги величезну кількість генів, які контролюють розвиток форми тіла людини, та дії гормонів під час дитинства і юності, видається малоймовірним точно передбачати розмір пеніса шляхом вимірювання різних частин людського тіла. Інші дослідження, що зв'язують розмір пеніса з іншими чинниками, дали змішані результати. В одному дослідженні, що аналізує самовиміряні дані Кінсі, встановлено, що гомосексуальні чоловіки статистично мали більші пеніси, ніж гетеросексуальні. Можливе пояснення в різному впливі андрогенів на ембріон. Автор стверджує, що це вказує на схильність людей обох орієнтацій до перебільшення.

## Роль розмірів пеніса

### Статевий акт та реакція жіночих геніталій
На думку ряду лікарів-сексологів та інших дослідників, сформувалося дещо неправильне розуміння гетеросексуального статевого акту. Так, багато чоловіків перебільшують важливість глибокого вагінального проникнення для стимуляції жінки до оргазму. 
Найбільш чутлива область жіночих статевих органів включає в себе зовнішні (голівка та каптур) і внутрішні структури клітора, вульву і частину вагіни, найближчу до зовнішнього середовища, довжиною приблизно 10 см (4 дюйми). Досліджено, що структури клітора простягаються в вульву і в вагіну, забезпечуючи жіноче сексуальне задоволення та оргазм при всіх видах генітальної стимуляції. Сама вагіна та шийка матки позбавлені великої кількості нервових закінчень, які б зробили пологи за рівнем болю несумісними з життям. Беручи до уваги, що середній розмір пеніса перевищує чутливу довжину вагіни, більшість пенісів мають цілком достатню довжину, щоб задовольнити партнерку.
Крім того, вагінальні стінки здатні адаптуватись до розміру конкретного пеніса. Вони включають м'які еластичні складки слизової шкіри, які розтягуються або стискаються (за допомогою м'язів тазу): при збудженні вагіна розтягується і стискається для того, щоб відповідати будь-якому розміру пеніса. Під час сексуального збудження вагіна швидко подовжується до середньої довжини приблизно 8,5 см (4 дюйми), але може продовжувати збільшуватися у відповідь на тиск. У міру того, як жінка повністю збуджується, вагіна розтягується (збільшується в довжину і ширину на 2/3), тоді як шийка матки відтягується вглиб тазу.
Під час гінекологічного огляду гінекологам досить пальців для обстеження шийки матки. Багато жінок знаходять стимуляцію шийки матки неприємною або болючою. Шийкою матки іноді неправильно називають вагінальне склепіння, найбільш глибокі точки вагіни вище і нижче шийки матки. Відомо, що вагінальне склепіння може бути областю, що запускає оргазм. Тиск, який чиниться в цій області, призводить до швидкої вагінальної лубрикації. Ерогенна зона, утворена приляганням структур клітора до передньої стінки вагіни, названа точкою G і може стимулюватися пенісом короткого розміру.

### Використання презервативів
Розрив надітого на пеніс презерватива став предметом кількох досліджень. 92 моногамні гетеросексуальні пари у віці від 18 до 40 років для жінок і 18-50 років для чоловіків були включені у вивчення презервативів Дюрекс-Рамзес. При кожному статевому акті вівся щоденник, який включав відомості про застосування презерватива, його розрив та зісковзування. У Франції телефонне обстеження 20 000 випадкових людей включило 4 500 сексуально активних людей, з яких 731 чоловік користувалися презервативом у попередній рік 707 осіб надали інформацію про труднощі їх застосування. У дослідженні в Австралії, в якому 184 чоловіки використовували 3658 презервативів, крім інших речей враховувався розмір пеніса як фактор для розриву і зісковзування презерватива.
Хоча найбільш поширений тип презервативів зроблений з латексу і здатний сильно розтягуватися, вони чутливі до сухого тертя (наприклад, до сухого тертя руху при фрикції, коли докладено сильний тиск), так само як і до інших помилок їх застосування. В окремому дослідженні, наприклад, у людей, які практикували анальний секс, розрив презерватива був більше пов'язаний з надмірним тертям (в результаті застосування недостатньої кількості лубриканту), ніж безпосередньо з розміром пеніса. Частота розриву презерватива при їх правильному застосуванні склала 1,34 %, а зісковзування склало 2,05 %, при загальній частоті невдач, рівній 3,39 %. Розмір пеніса не впливав на зісковзування, але окружність пеніса і розрив презерватива в значній мірі були пов'язані — при більших розмірах зростав відсоток розривів.
В даний час проблема розмірів презервативів видається надуманою. Так, в СРСР вироблялися презервативи трьох розмірів: № 1, № 2, № 3. Презерватив з розміром № 1 поступово був витіснений з продажу, бо не мав попиту — імовірно через небажання чоловіків зізнаватися в малому розмірі. Презерватив № 3 витіснений з виробництва через небажання планової економіки надмірно витрачати гуму. В ходу залишався «виріб № 2» — і він був 54 мм в ширину і 180 мм в довжину, що відповідає європейському розміру XXL. Матеріалом виробництва була гума. В даний час презервативи виробляються найчастіше з латексу, з гуми ж не виробляються взагалі. Оскільки латекс має властивість значно розтягуватися, на відміну від гуми, питання про розмір презерватива, швидше за все, номінальне.

## Вплив зовнішнього середовища на розмір пеніса
Висловлено припущення, що відмінності в розмірі пенісів викликаються не тільки спадковістю, але й факторами навколишнього середовища (культурою, дієтою, впливом хімічних речовин/забруднення довкілля). Ендокринні порушення після впливу хімічних речовин (серед багатьох інших проблем) пов'язані з деформацією статевих органів у обох статей. Хімічні речовини як синтетичного (наприклад, пестициди, антибактеріальний триклозан, пластифікатори для пластиків), так і природного походження (хімічні речовини, що знаходяться в олії чайного дерева і олії лаванди), пов'язані з різними ступенями ендокринних порушень. Пластифікатор диетилгексилфталат, застосовуваний для виробництва ПВХ, пов'язаний з малим розміром пеніса. Концентрації продуктів метаболізму диетилгексилфталату, визначені в крові вагітних жінок, були істотно пов'язані із зменшенням ширини пеніса, укороченням відстані між геніталіями і анусом, неповним опусканням яєчок у їх новонароджених, повторюючи ефекти, зазначені в дослідах на тваринах. Приблизно 25 % жінок США мають рівні фталатів, подібні тим, які є у цьому дослідженні.

## Сприйняття розмірів пеніса

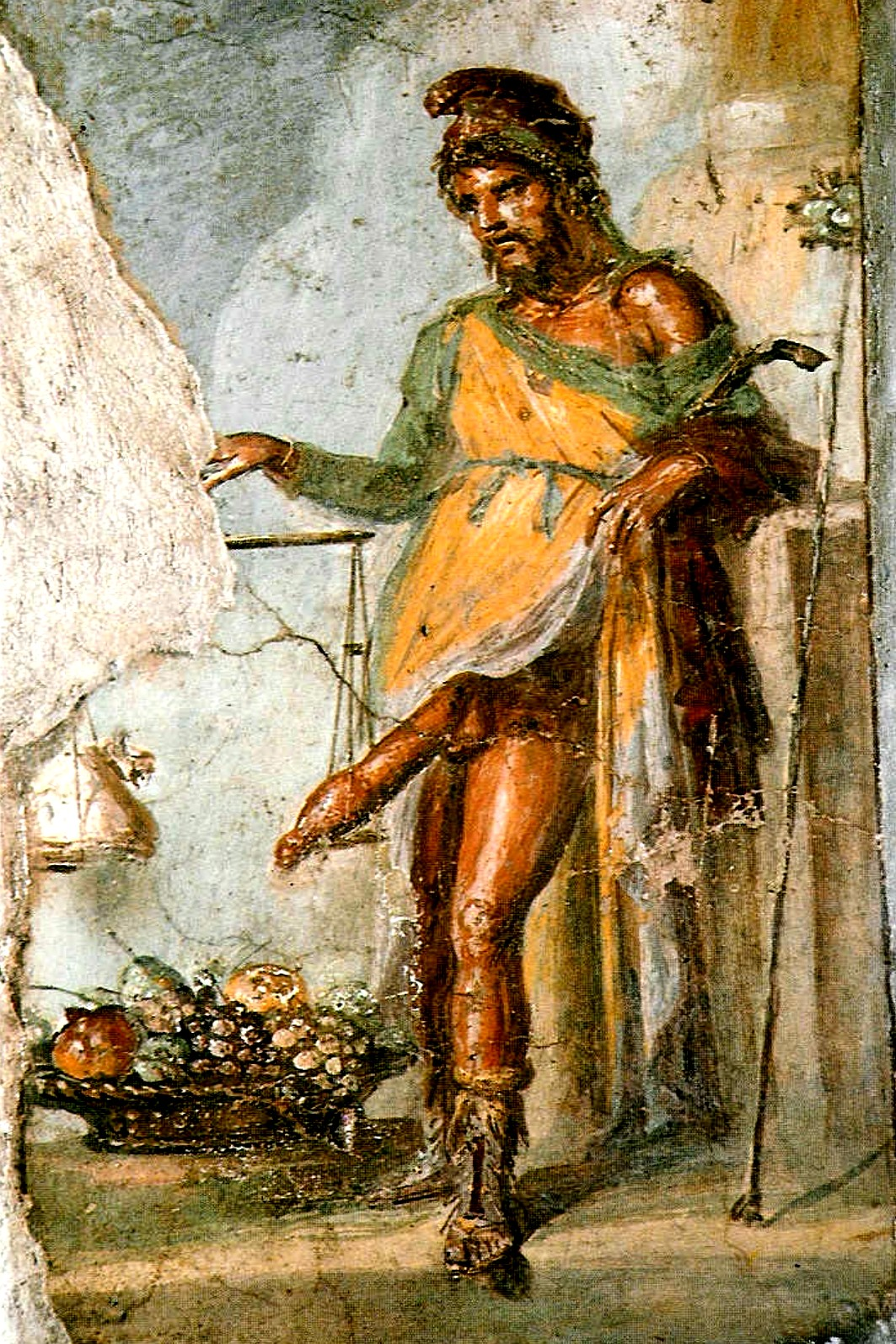
Фреска Пріапа з Помпеї. Фреска зображує Пріапа, що зважує свій ерегований пеніс, поклавши на другу чашу ваг мішок золота.

### В історії
Жителі стародавнього Риму обожнювали великий пеніс Пріапа, ставлячись, однак, до нього з іронією. В мистецтві давньої Греції зазвичай зображували чоловічі геніталії меншого розміру, ніж ті, які можна було б очікувати для зросту чоловіка. Мистецтво Відродження виходило з цієї традиції; можна відзначити статую Давида роботи Мікеланджело. Згідно з фундаментальним дослідженням Кеннета Довера «Грецька гомосексуальність», грецьке мистецтво мало великий інтерес до статевих органів, але не було одержиме їх розміром.
Щотижнева колонка запитань і відповідей «Стрейт Доуп» у чиказькій газеті, ґрунтуючись на грецькому порнографічному творі мистецтва і на вищезгаданій роботі Довера, робить висновок про те, що в культурі Стародавньої Греції необрізаний і невеликий пеніс розглядався як бажаний, тоді як більший або обрізаний сприймався як комічний або спотворений, зазвичай спостерігається у «богів плодючості, напівтваринних істот, таких як сатири, у потворних старих або варварів».
Радіо СіБіСі, ґрунтуючись на кількох джерелах, припустило, що стародавні римляни володіли протилежною точкою зору. Те ж було в середньовічній арабській літературі, де віддавали перевагу більш довгому пенісу. Як дотепна сатира на ці переваги, афро-арабський автор Аль-Джахіз писав: «якби довжина статевого члена була ознакою високого походження, то тоді мул належав би до (шановного племені) Курайш».

### Сучасність і сексуальні вподобання жінок
Чоловіки можуть недооцінювати розмір своїх пенісів порівняно з членами інших через ракурс, при погляді вниз, а також через накопичення жиру біля основи пеніса. Обстеження, проведене сексологами, показало, що у багатьох чоловіків, які вважали, що їх пеніси мали ненормальний розмір, вони виявлялися середніх розмірів. Інше дослідження встановило, що корисним і заспокійливим для пацієнтів може бути вивчення нормальних розмірів пеніса, позаяк більшість з них мали помилкові погляди в цій області.
Однією з гострих дискусій є те, пенісам яких розмірів надають перевагу жінки.
- Опитування 2005 р. в Інтернеті, що охопило 52 031 гетеросексуальних чоловіків і жінок, встановило, що лише 55 % чоловіків були задоволені розмірами свого пеніса, тоді як 85 % жінок-респонденток сказали, що вони «дуже задоволені» розмірами членів своїх партнерів. І тільки 6 % жінок визначили розміри пенісів своїх партнерів меншими від середнього[74]. У тому ж опитуванні 70 % жінок висловили незадоволеність своїми грудьми, тоді як більшість чоловіків (56 %) були задоволені грудьми своїх партнерок. При цьому тільки 20 % чоловіків хотіли бачити у своїх партнерок більші груди[75][76][77].

- Дослідження «Жіноче здоров'я», опубліковане медичним центром університету Бостона, обстежило переваги жінок щодо розміру пеніса і прийшло до висновку, що більш важливий фактор проведення сексуальної стимуляції швидше ширина, а не довжина[15]. Такі результати містяться у заголовній статті, опублікованій в «Psychology Today», коли були обстежені 1500 читачів (з яких 2/3 — жінки) з питання зовнішнього вигляду чоловіка[78][79]. Більшість цих жінок не надавали особливого значення розміру пеніса, а понад 71 % вважали, що чоловіки перебільшували важливість розміру пеніса і його форми.

- За даними іншого дослідження, в цілому, жінки більше турбуються про ширину пеніса, ніж чоловіки. Жінки менше звертають увагу на його довжину. Жінки віддавали перевагу більш товстому пенісу, бо такий більше задовольняє під час вагінального сексу. Зроблено припущення, що більш широкий пеніс надає більше фрикцій в області клітора, тоді як більш довгий досягає області, менш чутливої до стимуляції. Та ж стаття зазначає, що виявлена сильна кореляція з тим, що жінки, які оцінювали себе як більш привабливих, були особливо стурбовані розміром пенісп. Серед жінок, які описували себе як «більш привабливі, ніж в середньому», 64 % сильно або помірно турбувалися про ширину пеніса, а 54 % турбувалися про його довжину. Жінки, які оцінювали свій зовнішній вигляд як середній, на 20 % менше звертали увагу на розмір.

- В дослідженні, проведеному в лікарні університету Гронінгена, 375 сексуально активних жінок[80] опитані про важливість розміру пеніса. Висновок був такий: «Хоча явно в меншості, тим не менш, значний відсоток опитаних жінок надавав значення розміру чоловічих статевих органів»[81].

Дослідники також зазначають, що термін «королівський розмір» — це жаргонна термінологія в лексиконі осіб (будь-якої статі), віддають перевагу більш великому, ніж в середньому, пенісу у свого сексуального партнера.

## Збільшення пеніса
У різних культурах протягом всієї людської історії розроблялися різні способи збільшення пеніса. Наприклад, даоські сексуальні практики включають техніки збільшення довжини члена. Даоси стверджують, що через місяць або два той, хто старанно виконує всі вправи, може подовжити член на 1-2 см.
Сучасна цивілізація зробила можливим хірургічне збільшення пеніса. В урологічній літературі описують хірургічні методики (посилююча фаллопластика) — подовження пеніса і розширення його (збільшення окружності). Існує два основних шляхи збільшити розмір:
- Подовження хірургічним шляхом включає вивільнення пращеподібної зв'язки пеніса і підвішуючої зв'язки, яка прикріплює два еректильних тіла до лобкової кістки[84]. Коли ці зв'язки розсічені, частина тіла пеніса (зазвичай утримується всередині тіла) випадає вперед і тягнеться, подовжуючи пеніс на 2-3 см. Така операція називається лігаментотомія, проводиться під загальним наркозом.
- Розширення введенням у пеніс поліметилметакрилату. Цей метод включає введення у статевий член і мошонку силікону, поліметилметакрилату та інших матеріалів[85].Інтерес до пеніса більшого розміру привів до виникнення ринку послуг з його збільшення. Сотні компаній намагаються переконати чоловіків у тому, що їх пеніси неправильних розмірів або ненормальної форми, що чоловік має потребу в більшому члені[86]. Проте в різних ракурсах і положеннях пеніс виглядає більшим або меншим. Нормальні і функціональні пеніси різних розмірів і форми, з природним вигином або кривизною[87]. Розмір пеніса, сексуальна заклопотаність, в цілому, привели до появи таких товарів, як вакуумні помпи, таблетки та інші сумнівні засоби для збільшення розміру, які стали найбільш популярними товарами в спамовій пошті.

ЗМІ прирівняли розмір пеніса чоловіка до його фізичної і сексуальної сили. Більш того, великий пеніс пов'язують з почуттям власної гідності.